# Freirachdorf

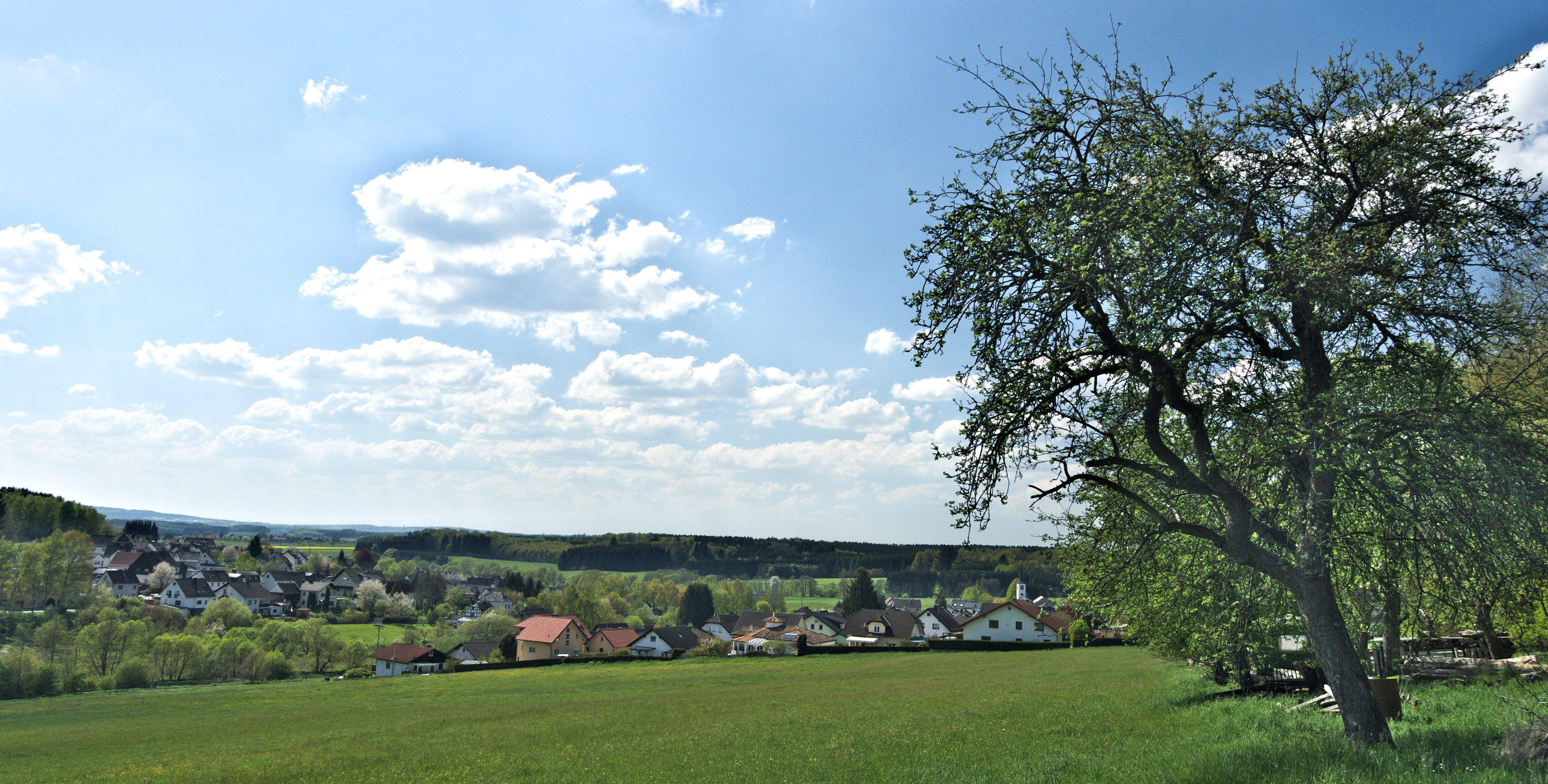
Blick über Freirachdorf

Freirachdorf (mundartlich: Fraerachdorw) ist eine Ortsgemeinde im Westerwaldkreis in Rheinland-Pfalz. Sie gehört der Verbandsgemeinde Selters (Westerwald) an. Freirachdorf ist ein staatlich anerkannter Erholungsort.

## Geographie
Freirachdorf liegt einen Kilometer von Herschbach und sieben Kilometer von Selters (Westerwald) entfernt.
Zur Gemeinde gehören die Wohnplätze Birkenhof und Nadelkauter-Mühle.

## Geschichte
Die erste urkundliche Erwähnung des Ortes erfolgte im Jahre 1190. Damals wurde ein Rorich von Rechdorf erwähnt, der sich nach seinem Sitz in Freirachdorf nannte.
Bevölkerungsentwicklung
Die Entwicklung der Einwohnerzahl von Freirachdorf, die Werte von 1871 bis 1987 beruhen auf Volkszählungen:
| Jahr | Einwohner |
| ---- | --------- |
| 1815 | 213       |
| 1835 | 235       |
| 1871 | 274       |
| 1905 | 311       |
| 1939 | 467       |
| 1950 | 532       |
| 1961 | 533       |

| Jahr | Einwohner |
| ---- | --------- |
| 1970 | 564       |
| 1987 | 572       |
| 1997 | 649       |
| 2005 | 682       |
| 2011 | 652       |
| 2017 | 651       |
| 2023 | 726       |

## Religion

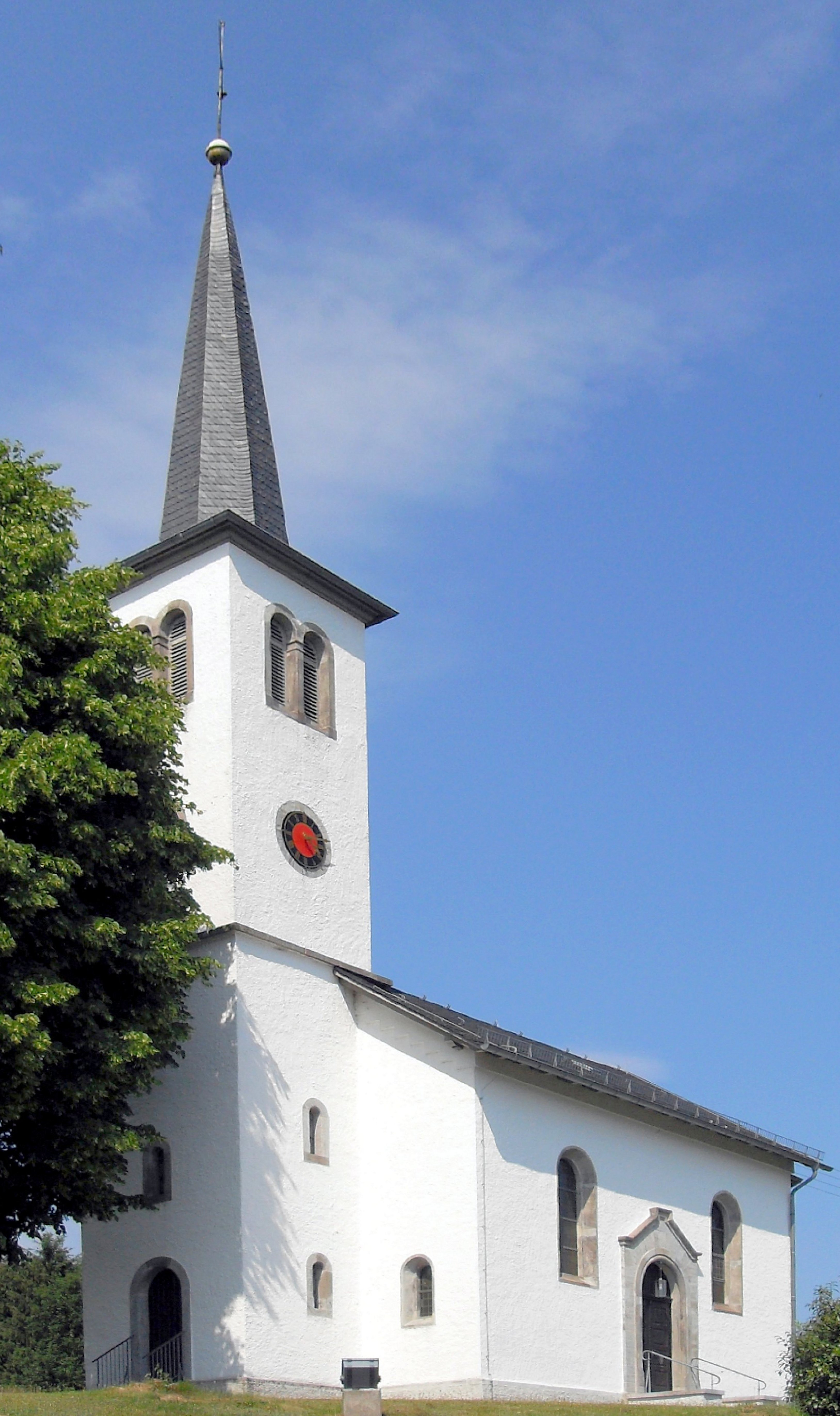
Evangelische Pfarrkirche

Der Ort Freirachdorf ist evangelisch geprägt und es gibt eine evangelische Kirchengemeinde.

## Politik

### Gemeinderat
Der Gemeinderat in Freirachdorf besteht aus zwölf Ratsmitgliedern, die bei der Kommunalwahl am 9. Juni 2024 in einer Mehrheitswahl gewählt wurden, und dem ehrenamtlichen Ortsbürgermeister als Vorsitzendem. Auch 2019 fand bereits Mehrheitswahl statt.

### Bürgermeister
Hans-Peter Hebel wurde bei der Direktwahl am 9. Juni 2024 zum Ortsbürgermeister von Freirachdorf wiedergewählt. Er trat ohne Gegenkandidaten an und erhielt 88,6 % der Stimmen.
Bei den Kommunalwahlen 2019 wurde Hans-Peter Hebel mit 91,25 Prozent der abgegebenen Stimmen als Nachfolger für Raimund Schneider gewählt. Schneider hatte das Amt 15 Jahre ausgeübt.

### Wappen
| Wappen von Freirachdorf | Blasonierung: „Geteilt und oben gespalten; rechts in Silber eine beladene, schwarze Lore, links in Blau eine schwarz beschlagene und beklöppelte silberne Glocke, unten in Gold ein schwarzer, dreistämmiger bewurzelter, grünbelaubter Baum.“ |
| Wappen von Freirachdorf | |

## Wirtschaft und Infrastruktur

### Unternehmen
- Fahrradhersteller Müsing

### Verkehr
- Südwestlich der Gemeinde verläuft die Bundesstraße 413, die von Bendorf nach Hachenburg führt.
- Die nächste Autobahnanschlussstelle ist „Dierdorf“ an der Bundesautobahn 3.
- Nächstgelegener ICE-Halt ist der Bahnhof Montabaur an der Schnellfahrstrecke Köln–Rhein/Main.